# Ferro da mulino
In araldica il termine ferro da mulino indica una particolare figura che presenta un foro quadrato, o a losanga, attraverso cui si vede lo smalto del campo. Da questa figura deriva il termine mulinato, applicato particolarmente alla croce.
Il ferro da mulino rappresenta l'ancoraggio metallico che viene inserito nella macina e può essere rappresentato in forme molto diverse.

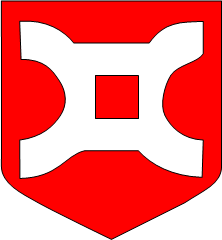
Ferro da mulino forato
Due ferri da mulino uno sull'altro (stemma di Ruthweiler, Germania)
Una macina di rosso, caricata di un ferro da mulino d'oro (Otzweiler, Germania)
Ferro da mulino d'argento (Mühlhausen/Thüringen, Germania)

Alcuni araldisti francesi sono soliti disegnare dei ferri da mulino anche per rappresentare i ferri d'ancoraggio, detti in francese anilles.

## Traduzioni
- Inglese: millrind
- Francese: fer-de-moulin
- Tedesco: Mühleisen